# Okayama Symphony Hall

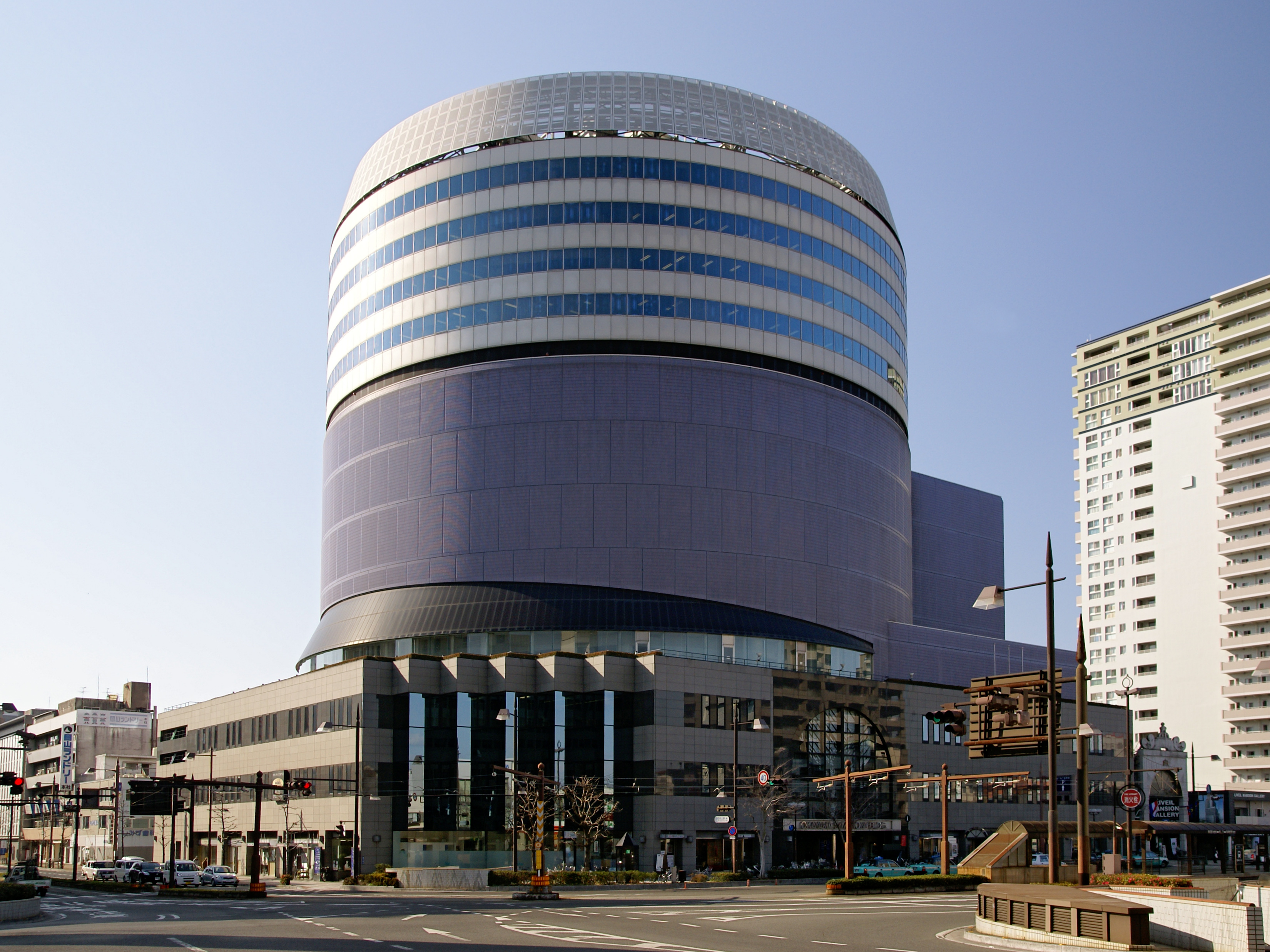

L'Okayama Symphony Hall (岡山シンフォニーホール, Okayama Shinfonī Hōlu) est une salle de concert située à Okayama, au Japon. Conçue par l'architecte Yoshinobu Ashihara, elle ouvre ses portes en 1991 et propose 2 001 places pour une surface au sol de 33 642 m2,. L'environnement acoustique est réalisé par la société Nagata Acoustics,.